# Jaime Sodré
Jaime Santana Sodré Pereira (Salvador, 19 de fevereiro de 1947 — Salvador, 6 de agosto de 2020) foi um historiador, escritor e professor da Universidade do Estado da Bahia (UNEB) e do Instituto Federal de Educação, Ciência e Tecnologia da Bahia.

## Biografia
Diplomado pela Escola de Belas Artes da UFBA, na qual concluiu o curso de Licenciatura em Desenho Geométrico, em 1975. Concluiu mestrado em Teoria e História da Arte, com trabalho sobre a influência da religião afro-brasileira na obra escultórica de Mestre Didi.
Como professor e membro das religiões afro-brasileiras, foi convidado para entrevistas, simpósios, congressos e seus trabalhos já serviram como referência para universidades de outros estados e para a proposta pedagógica.
É ogã percussionista de Candomblé bantu, mas que recebeu um título honorífico em uma casa de Nação Jeje, diferente da que foi iniciado. localizado na Ladeira do Bogum, antiga Manoel do Bonfim, no Bairro do Engenho Velho da Federação, em Salvador, Bahia, Brasil. Foi responsável pela parte musical, instrumental e cerimonial, desse terreiro.
Morreu no dia 6 de agosto de 2020 em Salvador, aos 73 anos.

## Condecorações
- Em 2003, ganhou o 2º lugar do Prêmio Funarte,
- Em 2004, recebeu uma homenagem e a Medalha 2 de julho da Prefeitura de Salvador,
- Em 2005, recebeu a homenagem Ládurú Òré, do Núcleo de religiões de matriz africana da Polícia Militar (NAFRO-PM),
- Em 2005, recebeu o Troféu Caboclo da Associação Cultural de Preservação do Patrimônio Bantu (ACBANTU),
- Em 2009, recebeu a Medalha Zumbi dos Palmares no Plenário Cosme de Farias, da Câmara Municipal do Salvador.[5]